# 三遊亭らっ好
三遊亭 らっ好（さんゆうてい らっこう、1991年1月9日 - ）は、五代目圓楽一門会所属、三遊亭好太郎門下の落語家。本名∶井芹 洋平。
東京都台東区谷中在住。芸名の由来はラッコから。

## 経歴・人物
1991年、長崎県佐世保市に生まれる。
長崎県立佐世保南高等学校を経て長崎大学工学部に進学し、落語研究会に所属する。
2013年、全日本学生落語選手権・策伝大賞で決勝進出を果たす。
同年4月、長崎大学を４年で中退し三遊亭好太郎の一番弟子として前座修業を開始。三遊亭好楽初の孫弟子となる。
2016年6月1日、二つ目昇進。同年9月に故郷である佐世保市にて好楽、好太郎を含む全5名で披露目興行を行う。

## 主な落語会（2021年現在）
- 「三遊亭らっ好のおすすめ落語」ネタ下ろしの勉強会。千駄木つむぐカフェにて毎月開催。
- 「三ツ組橘」三遊亭らっ好、鳳月、兼太郎の三人会。新宿フリースペース無可有にて。
- 「三遊亭らっ好のしゃべり場」毎月恒例独演会。池之端しのぶ亭にて。

## 出演
- 徳山競艇場「Let'ｓ BOATRACE We Are すなっち～ず!」MC（2023年4月 - ）[7]
- フィルムエストTV「あぁ～しらきのネタ、昭和時代でも通用する説」（2024年12月）- 演奏協力
- FM佐世保「おんぶにらっ好」コミュニティラジオ　毎週木曜18:00〜

## 趣味
銭湯、競馬、ボートレース、ちゃんぽん、七輪、サウナ、キャンプ、お酒。